# Sainte-Croix-du-Verdon

Saint-Pons este o comună în departamentul Alpes-de-Haute-Provence din sud-estul Franței. În 1 ianuarie 2022 avea o populație de 115 de locuitori.